# Velasio De Paolis
Pour les articles homonymes, voir De Paolis.
Velasio De Paolis, né le 19 septembre 1935 à Sonnino dans la province de Latina en Italie et mort le 9 septembre 2017 à Rome, est un théologien et cardinal italien.
Scalabrinien, il est président de la Préfecture pour les affaires économiques du Saint-Siège de 2008 à 2011.

## Biographie

### Prêtre
Velasio De Paolis entre à la congrégation des Missionnaires de Saint-Charles (Scalabriniens) le 4 octobre 1958. Il y est ordonné prêtre le 18 mars 1961 pour cette congrégation. Important théologien, il donne de nombreux cours dans différentes universités européennes, et en particulier à l'université pontificale grégorienne et à l'université pontificale du Latran.

### Évêque
Le 30 décembre 2003, Jean-Paul II nomme Velasio De Paolis secrétaire du Tribunal suprême de la Signature apostolique et lui donne le titre d'évêque in partibus de Thélepte (de).
Il a été consacré le 21 février 2004 par le cardinal secrétaire d'état, Angelo Sodano.
Le 12 avril 2008, Benoît XVI l'élève à la dignité d'archevêque et le nomme président de la Préfecture pour les affaires économiques du Saint-Siège (ce qui correspond au rôle de ministre des finances du Vatican) en remplacement du cardinal Sergio Sebastiani atteint par la limite d'âge.
Le 9 juillet 2010, il est nommé délégué pontifical pour la Congrégation des Légionnaires du Christ qu'il sera chargé de réformer profondément,,, à la suite de la révélation au grand jour des graves exactions commises par son fondateur pendant quarante ans. Le 4 octobre 2013, il convoque le chapitre général extraordinaire de la congrégation qui élit le nouveau directeur général, le Père Eduardo Robles Gil LC.
Le 21 septembre 2011, il se retire de sa charge de président de la Préfecture pour les affaires économiques du Saint-Siège.

### Cardinal
Velasio De Paolis est créé cardinal par Benoît XVI au consistoire du 20 novembre 2010. Il reçoit alors le titre de cardinal-diacre de Gesù Buon Pastore alla Montagnola.
Il participe au conclave de 2013 qui voit l'élection du pape François.
Il meurt le 9 septembre 2017 à Rome à l'âge de 81 ans. Ses funérailles sont célébrés dans la basilique St-Pierre.